# Ukrajinka (rejon pokrowski)
Ukrajinka (ukr. Українка) – wieś na Ukrainie, w obwodzie donieckim, w rejonie pokrowskim, w hromadzie Pokrowsk. W 2001 liczyła 78 mieszkańców.